# Marián Brusil
Marián Brusil (ur. 9 sierpnia 1956 w Bańskiej Bystrzycy) – słowacki hokeista, trener hokejowy.

## Kariera zawodnicza
- Iskra Banská Bystrica (1973-1975)
- ASVŠ Dukla Trenčín (1976-1978)
- TJ VSŽ Košice (1979-1986)
- TJ Hutník ZŤS Martin (1986-1991)

Grał w kadrach juniorskich Czechosłowacji do lat 18, do lat 19, do lat 20 oraz w kadrze do lat 23. Poza uprawianiem hokeja trenował również piłkę nożną i lekkoatletykę i w ostatniej z tych dyscyplin zdobył mistrzostwo federalnej Słowacji.
W barwach Czechosłowacji uczestniczył w turniejach mistrzostw Europy juniorów do lat 19 w 1975 oraz turnieju nieoficjalnych mistrzostw świata juniorów do lat 20 w 1976.

## Kariera trenerska
- MHC Martin – drużyny młodzieżowe (1991-1997)
- HC 05 Banská Bystrica (1997-1999)
- MHC Martimex Martin (1999-2000), asystent trenera
- SKH Sanok (2001), główny trener
- MŠHK Prievidza (2001-2003), główny trener
- MŠHK Prievidza (2003-), asystent trenera[1]
- KH Sanok (2004), główny trener
- MHC Martin (2004-2006)
- KH Sanok (2005), główny trener
- MHC Martin (2007-2009)
- HC GKS Katowice (2009-2011), główny trener
- MHC Martin – drużyny młodzieżowe (2011-2013)
- HC Topoľčany (2013)[2][3]
- HK Altis (2015-)

Trenował głównie drużyny słowackie. Ponadto podejmował pracę w Polsce. Trzykrotnie prowadził zespół z Sanoka: od 2 stycznia 2001 do końca sezonu 2000/2001 trenował SKH (zastępując Milana Skokana), później trenował KH Sanok na początku 2004 oraz od maja do września 2005. W 2009 został szkoleniowcem HC GKS Katowice.

## Życie prywatne
Zamieszkał w miejscowości Vrútky. Z żoną Anną ma dwie córki: Zuzanę (zamężna z hokeistą Jánem Tabačkiem) oraz Lenkę.

## Sukcesy
Zawodnicze reprezentacyjne
- Srebrny medal mistrzostw Europy juniorów do lat 19: 1975
- Brązowy medal mistrzostw świata juniorów do lat 20: 1976

Zawodnicze klubowe
- Srebrny medal mistrzostw Czechosłowacji: 1985 z TJ VSŽ Košice
- Złoty medal mistrzostw Czechosłowacji: 1986 z TJ VSŽ Košice